# Карагандинский государственный университет имени Е. А. Букетова
Карагандинский Национальный Исследовательский университет имени академика Е.А. Букетова (каз. Академик Е.А. Бөкетов атындағы Қарағанды Ұлттық Зерттеу университеті) — некоммерческое акционерное общество 100% акций у государства (Министерство науки и высшего образования Республики Казахстан), высшее учебное заведение в городе Караганда.

## История

### Предыстория
В 1938 году решением Совета Народных Комиссаров СССР и Совнаркома КазССР в Караганде открыт Учительский институт.
В 1952 году распоряжением Совета Министров СССР преобразован в Педагогический институт.
В 1972 году постановлением ЦК КП Казахстана и Совета Министров КазССР «Об организации Карагандинского государственного университета» создан Карагандинский государственный университет. На момент создания КарГУ как университета в Казахстане был только один университет — КазГУ. КарГУ стал вторым университетом.
На 1972 год в составе университета были следующие факультеты — филологический, исторический, экономический, юридический, математический, физический, химический, биологический; подготовительный, вечернее, заочное отделения; аспирантура; 37 кафедр; 40 учебных лабораторий, агробиостанция. В 1972/73 учебном году обучалось свыше 5 тыс. студентов.
В 1991 году постановлением Совета Министров КазССР Карагандинскому государственному университету присвоено имя академика Е. А. Букетова.
При этом отдельные факультеты остались в составе педагогического института, например — факультеты педагогики и методики начального обучения и педагогики и психологии (дошкольной). Окончательное слияние Карагандинского государственного университета им. академика Е.А. Букетова и Карагандинского педагогического института произошло в 1996 году.
12 августа 2025 года указом Президента Республики Казахстан Касым-Жомарта Токаева университету был присвоен статус национального вуза, что сделало его 18-м в стране национальным университетом.

## Рейтинг
По результатам проведенного исследования деятельности высших учебных заведений Казахстана за 2017—2018 годы Независимым казахстанским агентством по обеспечению качества в образовании (НКАОКО-IQAA) Карагандинский государственный университет занимает 3 место в Генеральном рейтинге лучших многопрофильных вузов Казахстана.
В 2020 году занимает 4 место среди лучших университетов Казахстана.

## Структура

### Факультеты
Биолого-географический факультет
- Кафедра ботаники
- Кафедра зоологии
- Кафедра физиологии
- Кафедра географии

Факультет иностранных языков
- Теории и методики иноязычной подготовки
- Иностранной филологии
- Теории и практики перевода
- Иностранных языков

Исторический факультет
- Кафедра истории Казахстана и Ассамблеи народа Казахстана
- Кафедра археологии, этнологии и Отечественной истории
- Кафедра всемирной истории и международных отношений
- Кафедра истории Казахстана

Факультет математики и информационных технологий
- Кафедра алгебры, математической логики и геометрии им.проф. Т. Г. Мустафина
- Кафедра математического анализа и дифференциальных уравнений
- Кафедра прикладной математики и информатики
- Кафедра методики преподавания математики и информатики

Педагогический факультет
- Кафедра дефектологии
- Кафедра педагогики и методики начального обучения
- Кафедра изобразительного искусства и дизайна
- Кафедра дошкольной и психолого-педагогической подготовки

Физико-технический факультет
- Кафедра инженерной теплофизики имени профессора Акылбаева Ж.С
- Кафедра транспорта и профессионального обучения
- Кафедра физики и нанотехнологий
- Кафедра радиофизики и электроники

Филологический факультет
- Кафедра журналистики
- Кафедра казахского языкознания
- Кафедра казахской литературы
- Кафедра русского языка и русской литературы им. Г. А. Мейрамова
- Кафедра практического курса казахского языка

Факультет философии и психологии
- Кафедра философии и теории культуры
- Кафедра психологии
- Кафедра политологии и социологии
- Кафедра социальной работы и социальной педагогики

Химический факультет
- Кафедра органической химии и полимеров
- Кафедра физической и аналитической химии
- Кафедра неорганической и технической химии
- Кафедра химической технологии и экологии

Экономический факультет
- Кафедра менеджмента
- Кафедра бухгалтерского учёта и аудита
- Кафедра маркетинга
- Кафедра финансов
- Кафедра экономики и международного бизнеса

Юридический факультет
- Кафедра гражданского и трудового права
- Кафедра уголовного права, процесса и криминалистики
- Кафедра конституционного и международного права
- Кафедра теории и истории государства и права

Факультет физической культуры и спорта
- Кафедра физического воспитания
- Кафедра начальной военной подготовки и единоборства
- Кафедра теории и методики физической культуры и спортивной подготовки

## Членство в международных образовательно-научных организациях
- Международная Ассоциация Президентов Университетов (IAUP);
- Международная академия наук высшей школы (IHEAS, МАН ВШ);
- Центрально-Азиатский Фонд Развития Менеджмента (CAMAN);
- Великая Хартия Университетов (Magna Charta Universitatum);
- Консорциум экономических исследований и образования (EERC);
- Международный проект по экономическому образованию (B&EE).
- Евразийская Ассоциация Университетов/EAU[1];
- Международная ассоциация ректоров университетов/IAUP;
- Международная Ассоциация Университетов/IAU;
- Европейская комиссия по образованию и культуре ТЕМПУС/TEMPUS;
- Европейская комиссия по образованию и культуре ЭРАСМУС МУНДУС/ERASMUS MUNDUS;
- Международная ассоциация «Сибирский открытый университет»;
- Ассоциация глобальных университетов дистанционного обучения Association of Global Universities In Distance Education/GUIDE;
- Британский совет по образованию (British Council) при Посольстве Великобритании в Казахстане;
- KOICA/Корейское агентство по международному сотрудничеству про Посольстве Республики Корея в Республике Казахстан;
- Международный совет по сотрудничеству и обмену (IREX, Госдепартамент США);
- Международное агентство SGS по сертификации систем менеджмента качества (Казахстан-Швейцария);
- Ассоциация учреждений образования «Education Network» Казахстан-Кыргызстан;
- Американский совет по сотрудничеству в области образования и изучения языков (ACCELS);
- Регенсбургский университет (Германия);
- Аризонский университет (США);
- Университет Тренто (Италия);
- Университет Йонсей (Республика Корея);
- Центрально-Европейский университет (CEU, Венгрия);
- Кембриджский университет (Англия);
- Институт географии, археологии и земельных ресурсов университета Эксетер (Англия);
- Университет Сент-Иштван (Венгрия, Будапешт);
- Университет Чукур (Турция);
- Московский государственный университет им. М.В. Ломоносова;
- Томский государственный университет;
- Московская академия экономики и права;
- Томский политехнический университет;
- Московская государственная юридическая академия;
- Консультационно-образовательный центр «Білім — Центральная Азия»
- Торгово — промышленная палата Карагандинской области[8]

## Университет сегодня
Библиотечный фонд университета составляет 1,7 млн экземпляров книжных и электронных изданий на казахском, русском, английском, немецком, французском, корейском и других языках мира.
Студенты: в 2018—2019 учебном году — 11422 человек, в том числе по грантам — 3200.
Магистранты: в 2018—2019 учебном году — 716 человек, в том числе по грантам — 609.
Докторанты PhD: в 2018—2019 учебном году — 169 человек, в том числе по грантам — 103.
Штат ППС: 1180 человек
Количество специальностей:
- бакалавриат — 100
- магистратура — 66
- PhD — 19

Научно-исследовательские институты — 6 (Сарыаркинский археологический институт, Институт молекулярной нанофотоники, НИИ технической физики и проблем экологии, НИИ химических проблем, НИИ рыночных отношений, Институт по изучению духовного наследия казахского народа);
Научные центры — 4 (Научно-исследовательский центр «Ионно-плазменные технологии и современное приборостроение», Центр этнокультурных и историко-антропологических исследований, Междисциплинарный научно-исследовательский центр «Тұлғатану» (2014 г.), Технологический инкубатор «Химическое материаловедение и нанохимия», Исследовательский парк биотехнологии и экомониторинга).
Научные издания: Периодический научный журнал «Вестник Карагандинского государственного университета», входящий в перечень, утвержденный Комитетом по надзору и аттестации в сфере образования и науки, для публикации основных результатов диссертаций (серии: «Математика», «Физика», «Химия», «Биология. Медицина. География», «Экономика», «Педагогика», «История. Философия. Право», «Филология»); — международный журнал «Eurasian Physical Technical Journal».
Участие в образовательных и научных программах:
- лауреаты государственных научных стипендий для научных специалистов, внесших выдающийся вклад в развитие науки и техники — 24
- лауреаты государственных научных стипендий для талантливых молодых ученых — 57
- победители конкурса на звание лучшего преподавателя вуза — 158
- лауреаты именных премий для молодых ученых в области науки −3
- обладатели молодёжной премии «Кайнар» — 13
- обладатель премии МОН РК — 1
- лауреат Государственной молодёжной премии «Дарын» — 1

Материально-производственная база университета:
- учебные корпуса — 10
- общежития — 6
- студенческий бытовой комплекс — 1
- объекты общественного питания — 21
- музеи — 3 (Музей истории КарГУ им. Е. А. Букетова, Музей археологии и этнографии, Музей природы)

## Научно-исследовательские институты
- Сарыаркинский археологический институт[9]
- Институт технической физики и проблем экологии
- Институт молекулярной нанофотоники
- Институт химических проблем
- Институт правовых исследований и государствоведения
- Институт по изучению духовного наследия казахского народа
- Институт рыночных отношений

## Выпускники университета
См. Выпускники Карагандинского государственного университета
1. Сатибеков Даулет Рысбаевич[каз.]

## Ректоры
- Букетов, Евней Арстанович (март 1972 — середина января 1980)
- Мулдахметов, Зейнолла Мулдахметович (1980—1988)
- Бигалиев, Айтхажа Бигалиевич (1989—1991)
- Акылбаев, Жамбыл Саулебекович (1991—2004)
- Кубеев, Еркин Киноятович (2004—2019)
- Едрисов, Азамат Тиржанович (2019 год)
- Дулатбеков, Нурлан Орынбасарович (с 2020 года)